# Terinos falcipennis
Terinos falcipennis är en fjärilsart som beskrevs av Percy I. Lathy 1900. Terinos falcipennis ingår i släktet Terinos och familjen praktfjärilar. Inga underarter finns listade i Catalogue of Life.